# Антон Кешман
Антон Кешман (нім. Anton Keschmann; *12 березня 1870 — †22 лютого 1947) — австрійський чиновник та політик у Герцогстві Буковина.

## Біографія
Народився 12 березня 1870 року в Ґурагумора Герцогство Буковина.
В 1888 році закінчив «Вищу державну гімназію» у Радівцях. Після цього вивчав право в Чернівецькому університеті.
Після закінчення навчання пішов на державну службу. 1906-го року був призначений старостою у Чернівецькому повіті.
Водночас, Антон Кешман був членом «Аграрної партії німців», від якої 1907-го року був обраний послом Рейхсрату.
1911-го року став послом до Буковинського крайового сейму від «німецької курії» (громади). При цьому був обраний до складу «Крайового виділу» (виконкому).
В 1918-1919 р.р. — член «Тимчасових Національних Зборів» Австрії. Після цього активно займався допомогою біженцям з, окупованої румунами, Буковини.
Протягом 1921-1934 р.р. на різних посадах у Вищому адміністративному суді Австрії.
Після виходу на пенсію, оселився у Каринтії.
Антон Кешман до самої смерті залишався почесним членом двох «студентських товариств» Чернівецького університету («Arminia» та «Teutonia»).
Помер 22 лютого 1947 року у селищі Ваєрн (нім. Waiern), повіт Фельдкірхен (нім. Bezirk Feldkirchen), Каринтія.